# القديسة بلاجية العذراء الشهيدة
بيلاجية العذراء الأنطاكية ( باليونانية : Πελαγία )، والتي مُيزت باسم القديسة الشهيدة بلاجية العذراء والقديسة بيلاجية الشهيدة الأنطاكية، تعرف بكونها قديسة وعذراء وشهيدة مسيحية انتحرت خلال فترة اضطهاد دقلديانوس قبل أن يجبرها الجنود الرومان على طقوس أضحية للآلهتهم الوثنية عندما كانت تبلغ من العمر 15 عامًا. تحتفل بها الكنيسة الرومانية يوم 9 يونيو، أما في الكنيسة اليونانية فعيدها في 8 أكتوبر.

## حياتها
ذُكرت القديسة بيلاجية في عظة للقديس أمبروسيوس أسقف ميلانو، وبحسب المصادر كانت تلميذة لوقيان، وأحاط بمنزلها الجنود الرومان وهي في سن الخامسة عشرة وأرادوا أخذها لطقوس تضحية لآلهتهم تتضمن فقدانها لبكارتها، فأوحي إليها بأن تستأذن الجند لترتدي بعض الملابس فانطلقت إلى السطح لتلقي نفسها في البحر.
لكون الإيمان المسيحي لا يقبل الانتحار، اعتبرت كتابات الآباء، مثل يوحنا ذهبي الفم، موت بيلاجيا استشهاداً مقدساً حفاظاً على الشرف وليس انتحاراً خوفاً من الموت.

## تشابه أسماء
كثيراً ما يخلط بينها وبين القديسة بيلاجيا التائبة (لا تاريخ محدد) وبيلاجيا الطرطوسية [الإنجليزية] التي يشك بوجودها وتبدو خليطاً بين الشخصيتين (العذراء والتائبة) ويحتفل بها كذلك في 8 أكتوبر في التقويم اليوناني وفي 4 مايو في الروماني.
كذلك تتشابه قصتها مع القديسة مارينا الراهبة و القديسة مارينا الشهيدة اللتان يحتفل بهما أيضا في 8 أكتوبر.(ص.I-510 ، III-59)